# 권영준 (경영학자)
권영준(1952년 5월15일~ , 대구광역시)은 대한민국의 경영학자인 대학교수이다. 경제정의실천시민연합 경제정의연구소 소장 및 경실련 정책위원장, 상임집행위원장, 중앙위원회 의장, 공동대표와 한국재무학회 이사 및 한국파생상품학회 회장을 역임했었다.
그외에 재무부(후에, 재정경제원, 기획재정부로 명칭변경) 금융발전심의위원, 세제발전심의위원을 역임하였고, 대검찰청 검찰정책자문위원회 위원장, 서울특별시 투명성시민위원회 위원장을 역임하였고, 국무총리실 복권위원회 민간위원장을 역임하고, 한국거래소 사외이사를 역임하면서, 한국거래소 지수관리위원회 위원장을 역임하였다. 
2017년에 경희대학교 경영대학 교수를 정년퇴임한 후 2025년 현재까지 한국뉴욕주립대학교 경역학부 석좌교수로 재직중이다.  또한 중앙선거관리위원회 선거방송토론위원으로 재임하고 있다. 

## 학력
- 경기고등학교
- 서울대학교 경제학과
- 펜실베이니아대학교 와튼스쿨 대학원 경영학 박사

## 경력
- 미국 앨라배마 대학교 조교수
- 한림대학교 사회과학대학 경영학과 부교수
- 경희대학교 국제경영학부 교수
- 한국선물학회 제9대 회장
- 한국증권선물거래소 사외이사
- 한국재무학회 이사
- 경제정의실천시민연합 경제정의연구소 소장